# Dewey Soper
Pour les articles homonymes, voir Soper.
Joseph Dewey Soper (né le 5 mai 1893 à Guelph en Ontario et décédé le 2 novembre 1982 à Edmonton en Alberta) était un auteur, un ornithologue, un zoologiste et un explorateur de l'Arctique canadien.

## Dédicace
Le refuge d'oiseaux de Dewey Soper (anglais : Dewey Soper Migratory Bird Sanctuary), refuge d'oiseaux migrateurs du Nunavut (Canada) situé à l'ouest de l'île de Baffin dans la Grande plaine de la Koukdjuak, est dédié à sa mémoire. 

## Publications
Oiseaux
- Waterfowl and Other Ornithological Investigations in Yukon Territory, Canada, 1950. Wildlife management bulletin, no. 7, 1954.
- The Birds of Riding Mountain National Park, Manitoba, Canada, 1953.
- The Birds of Prince Albert National Park, Saskatchewan, 1952.
- The Birds of Elk Island National Park, Alberta, Canada, 1951.
- Waterfowl and Related Investigations in the Peace-Athabasca Delta Region of Alberta, 1949, 1951.
- The Blue Goose Chen caerulescens (Linnaeus). An Account of Its Breeding Ground, Migration, Eggs, Nests and General Habits, 1930.

Mammifères
- The Mammals of Waterton Lakes National Park, Alberta, 1973.
- The Mammals of Jasper National Park, Alberta, 1970.
- The Mammals of Riding Mountain National Park, Manitoba, Canada, 1953.
- The Mammals of Elk Island National Park, Alberta, Canada, 1951.
- The Mammals of Prince Albert National Park, Saskatchewan, Canada, 1951.
- —, avec Alice E. Wilson. A Faunal Investigation of Southern Baffin Island, 1928.

Géographie physique
- Papers on the Canadian Eastern Arctic in Relation to the R.C.M.P., Eskimos, Wildlife, Exploratory Surveying and Other Matters of General Interest, 1966.
- Wood Buffalo Park Notes on the Physical Geography of the Park and Its Vicinity, 1939.
- The Lake Harbour Region, Baffin Island, 1936.